# 伊格爾鎮區 (密蘇里州梅肯縣)
伊格爾鎮區（英語：Eagle Township）是位於美國密蘇里州梅肯縣的一個行政鎮區。

## 地方資料
伊格爾鎮區的面積為93.38平方千米，當中陸地面積為89.69平方千米，而水域面積為3.69平方千米。根據2020年美國人口普查的數據，當地共有人口489人，而人口密度為每平方千米5.24人。